# 天主教勃生教區
天主教勃生教區 （拉丁語：Dioecesis Patheinensis）是羅馬天主教的一個教區，位於緬甸西南部，包括伊洛瓦底省大部份地區，面積25,328平方公里。受仰光總教區管轄。
1955年1月1日升為教區。現任主教為若望·盛赫基。2004年有30個堂區、71,908教友、57名司鐸。